# Première compagnie des archers de Lyon
 (novembre 2013).
Si vous disposez d'ouvrages ou d'articles de référence ou si vous connaissez des sites web de qualité traitant du thème abordé ici, merci de compléter l'article en donnant les références utiles à sa vérifiabilité et en les liant à la section « Notes et références ».
La première compagnie des archers de Lyon est un club lyonnais de tir à l'arc, ayant existé de 1430 à 1789. Le nom a été réutilisé par une association en 1954, qui est toujours active et possède un terrain chemin des Balmes à Bron.

## Histoire
En 1430, la compagnie issue de la milice bourgeoise lyonnaise s'illustre à la bataille d'Anthon contre le prince d'Orange. Cela décide Charles VII à élever les archers lyonnais au rang de Compagnie Royale en 1431.
Une devise lui est alors donnée : "VULNERA DARE POSSUMUS HOSTI" (nous pouvons blesser l'ennemi).
C'est une confirmation de la valeur militaire des Archers de Lyon. On tire le 11 juin pour commémorer la bataille d'Anthon et en juillet en l'honneur de Charles VII.
La compagnie est placée sous le vocable de Saint Sébastien. En 1486, elle prend place dans la chapelle Saint-Germain de l'église Saint-Nizier. De nouveaux statuts sont établis en 1498, instituant une deuxième compagnie. Les  archers s’entraînent initialement sur un terrain entre les rues Grôlée et de l'Hôpital. En 1513, ils se déplacent sur une butte leur appartenant dénommée le tènement des Auges, placée entre la rue des Augustins et la Place de Sathonay.
C'est en 1694 qu'Henri Vannat, gagnant pour la troisième fois consécutive le prix du Consulat, devient de ce fait Empereur à vie de la Compagnie (le seul connu).
La Compagnie des Archers, outre ses activités militaires, avait une action charitable en assumant la charge financière de six  lits pour les pauvres à l'Hôtel-Dieu. Cette action se comprend lorsqu'on sait que saint Roch, guérisseur des blessures, est le premier patron des archers de Lyon.
La compagnie tire donc le 20 janvier tout comme le 15 août puisque saint Sébastien, martyr transpercé de flèches, est également patron des archers.
En 1699, Benoist Renaud rénove le règlement de la Compagnie qui était tombé en désuétude, l'arc ayant disparu des champs de bataille. la compagnie tire donc en son honneur le 8 novembre.
La Compagnie est dissoute en 1789 pour cause de Révolution.

## Recréation moderne
En 1954, une association réutilisant le nom ancien Première compagnie et ghilde du noble jeu de l'arc en main de la ville de Lyon est créée par Roland Mignot. Compagnie sportive et de tradition, son drapeau lui est remis le 20 mai 1955 par le gouverneur militaire de Lyon, le général de corps d'armée Laurent, en tant que successeur du duc de Villeroy comme « chef et protecteur » de la compagnie.
À la rentrée scolaire 2014, le club s'est vu imposé par la ville un autre créneau horaire dans un autre gymnase que le Gymnase Jean moulin. Cette relocalisation avait pour but de répondre aux besoins du club de Handball le Lyon 5 Handball (qui disposait pourtant de déjà bon nombre de créneaux dans d'autres gymnases) et était notamment dû au fait que les effectifs du club diminuaient (bien que le gymnase était déjà partagé à moitié avec un club de gym). La seule solution proposée par la ville n'était pas compatible avec la pratique (impossible de faire des trous dans les murs dans une école maternelle et surtout impossible de stocker sur le site les six cibles pesant plus de 200kg chacune et qui n'étaient pas déplaçable à chaque séance car nécessitant un camion spécialisé). Cette relocalisation a condamné le club, les 15 adhérents ont été par défaut forcé de cesser leurs activités au club faute de lieu pour pratiquer. Aucune publication n'a été diffusé sur leurs réseaux sociaux depuis cette époque.